# Famille de Bocsozel
La famille de Bocsozel est une famille de la noblesse dauphinoise.

## Origines
Les Bocsozel constituent un lignage noble du Viennois dans la province du Dauphiné. Le premier membre cité de cette famille est Humbert de Bocsozel qui aurait vécu en 1093, mais déjà une charte datée de 1003 mentionne le château du même nom. Cet Humbert aurait été témoin d'une donation du comte de Savoie à l'abbaye de Novalaise en Piémont. D'après Nicolas Chorier, elle serait une des plus anciennes du Dauphiné. Du XIe siècle et jusqu'en 1355 les seigneurs de Bocsozel prirent généralement le parti des comtes Savoie face aux Dauphins, malgré certaines exceptions au sein des branches de la famille.
Le nom Bocsozel, que l'on voit parfois écrit Bocsossel, viendrait du prénom Boggis.
Aubert de La Chenaye-Desbois débute la filiation avec Guy de Bocsozel, chevalier, et qui est témoin, en 1243, lors d'un traité entre le seigneur de Thoire et Villars et Boniface de Savoie, alors prieur de Nantua. Il écrit qu'il pense cette famille était éteinte.

## Branches
- Seigneurs de Châtelard (XVe siècle) puis nommée de Montgontier[7] lors de l'acquisition de la maison-forte éponyme à Gillonnay.
- Seigneurs d'Eydoche, éteinte en 1650[7]
- Seigneurs d'Eclose[7] ou Belmont-Éclose, éteinte au XVe siècle (le dernier seigneur, Guy, donne ses possessions à sa fille unique en 1449).
- Seigneurs de La Bâtie-Gillonay et de Charly, éteinte au XVIIe siècle[7].
- Seigneurs de Maubec, branche principale, qui fut la quatrième baronnie du Dauphiné[7]. De cette branche, est issue celle qui s'installa dans le Comtat Venaissin et qui, vers 1550 prit le nom de Maubec-Cartoux et dont la noblesse a été reconnue par ordonnance de Lamoignon en 1697.
- Seigneurs de Gières, éteinte en 1380[7], branche aînée de celle de Belmont-Éclose.

D'après La Chesnaye Des Bois, la branche de Maubec est issue du mariage, en 1202, d'Aymon de Bocsozel avec Jeanne de Maubec, héritière de sa famille. Rivoire de La Bâtie donne la date de 1230 et le prénom de Béatrice au lieu de Jeanne. La famille de Maubec serait issue des seigneurs de Tullins, comme le montre un renouvellement, signé par Aymon de Bocsozel en 1291, des libertés données aux nobles et vassaux de la seigneurie de Maubec accordé par Guigues de Tullins. Ces Tullins seraient issues des comtes de Poitiers, ce qui pourrait être confirmé par la présence, en 1273, en tant qu'arbitre entre le Dauphin et Béatrice de Savoie, d'Aimar de Poitiers, qualifié de seigneur de Tullins, mais Rivoire de La Bâtie leur donne pour origine les Maubec.
La fille naturelle du chevalier Pierre Terrail de Bayard, Jeanne Terrail, épouse au XVIe siècle François de Bocsozel, seigneur de Champier et apporte en dot sa maison, futur Hôtel de Bocsozel pour cette famille.

## Armes
Bocsozel
| Blason | Blasonnement : D'or au chef échiqueté d'argent et d'azur de deux tires. |

Maubec
| Blason | Blasonnement : D'or à deux léopards d'azur l'un sur l'autre. Commentaires : Vers 1230, Aymon de Bocsozel change son nom et armes pour ceux de Maubec |

## Possessions

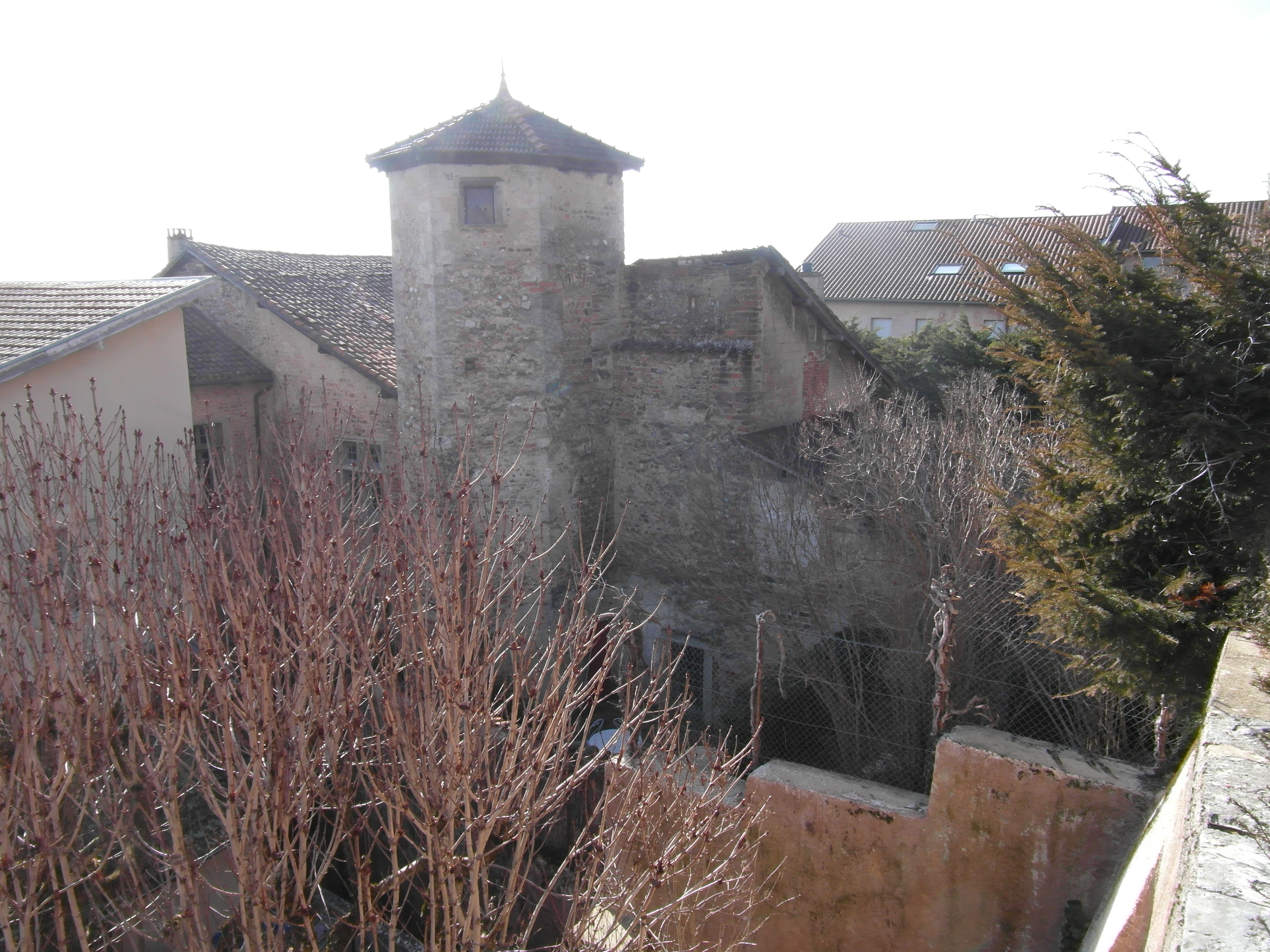
Hôtel de Bocsozel, à La Côte-Saint-André

Liste non exhaustive des possessions tenues en nom propre ou en fief[réf. nécessaire] :
- Château de Bocsozel à Mottier (XIIe siècle);
- Hôtel de Bocsozel, à La Côte-Saint-André (XVIe siècle) ;
- Château de Charly, à Charly (XIIIe siècle);
- Château de Pusignan, à Pusignan (XIIIe siècle) ;
- Château de Demptezieu.

## Personnalités

### Laïcs
- Pierre de Chastelard, « l'amoureux de Marie Stuart »[12].
- Guillaume de Bocsozel et son fils Hugues de Bocsozel, chevaliers ayant participé à la Bataille de Varey en 1325.
- François de Bocsozel-Chastelard, marié à Jeanne, fille de Pierre Terrail de Bayard.
- Soffrey de Bocsozel, conseiller au parlement de Grenoble.

### Religieux
- Guillaume de Bocsozel, prieur de Saint-Robert de Cornillon
- Pierre de Bocsozel d'Eydose, prieur de l'église Saint-Jean-Baptiste de Vif

ordre de Saint-Jean de Jérusalem
- François de Bocsozel reçu en 1631[13]
- François de Bocsozel-Montgontier, reçu dans l'ordre de Saint-Jean de Jérusalem en 1715[13]
- Pierre de Bocsozel-Montgontier reçu en 1751[13]
- Jean-Baptiste de Bocsozel-Montgontier reçu en 1684 et commandeur en 1765[13]
- Philippe-Auguste de Maubec-Cartoux, reçu en 1700[14]

## Alliances
Les principales alliances de la famille sont : D'Ambel, de Paladru, du Terrail, de Garcin, de Virieu, de Garadeur, de Bressieux, de Viennois, de Murinais, de Garnier d'Arzac du Savel, de La Colombière, de Leusse, de Meylat de Châteauvieux, de Miribel, de La Bâtie, de Chaponay, de Borel d'Hauterive, de Chiel. 